# Madison (Indiana)
Madison es una ciudad ubicada en el condado de Jefferson en el estado estadounidense de Indiana. En el Censo de 2010 tenía una población de 11967 habitantes y una densidad poblacional de 522,27 personas por km².

## Geografía
Madison se encuentra ubicada en las coordenadas 38°45′32″N 85°23′50″O / 38.75889, -85.39722. Según la Oficina del Censo de los Estados Unidos, Madison tiene una superficie total de 22.91 km², de la cual 22.21 km² corresponden a tierra firme y (3.07%) 0.7 km² es agua.

## Demografía
Según el censo de 2010, había 11967 personas residiendo en Madison. La densidad de población era de 522,27 hab./km². De los 11967 habitantes, Madison estaba compuesto por el 93.49% blancos, el 2.82% eran afroamericanos, el 0.18% eran amerindios, el 1.21% eran asiáticos, el 0.01% eran isleños del Pacífico, el 0.68% eran de otras razas y el 1.6% pertenecían a dos o más razas. Del total de la población el 1.7% eran hispanos o latinos de cualquier raza.